# خبير جودة
خبير جودة  (بالألمانية: Qualitätsfachmann) هو مهندس مختص بتكنولوجيا القياسات، وتوجد له دراسة وتدريب خاص في بعض البلاد الأوروبية، والولايات المتحدة الأمريكية.

## الوظيفة
خبير الجودة يقوم في الشركة أو المؤسسة بوضع استراتيجيات وأنظمة الجودة في الأقسام المختلفة. وتقع عليه ابتكار حلول لمسائل القياسات التكنولوجية في جميع مراحل الإنتاج من تصميم، وتصنيع، وتركيب الأجزاء، وبرامج الفحص الوسطية والنهائية. ومن ضمن أنظمة الخبرة أنظمة المتابعة والضبط ودوراتها، و كذلك معايرة مواد وآلات القياس العيارية ومراعاة دوراتها، والقيام بإحصاءات الجودة (نسبة المنتجات التي فيها خلل، وتعيين نسبة المنتجات الفاسدة تماما) كذلك التعرف على أسباب الخلل وأسباب الفساد، وبناء على تحليله للأسباب وضع خطط لتفادي الخطأ والخلل في المصنوعات.
وبالنسبة إلى الجودة في شركات الخدمات على خبير الجودة يقع عاتق تخطيط برامج ووضع أنظمة للجودة في جميع مراحل الخدم، من جذب العقود، إبرام العقود، آداء الخدمات، الإشراف، انتهاء الخدات، خدمات للعملاء بعد انتهاء خدمات، التعامل مع شكاوي العملاء، واستطلاع رأي العملاء في الخدمات المقدمة.
يساعد خبير الجودة في برنامج الحصول على «شهادة الجودة» للمصنع أو المؤسسة التي يعمل فيها من أحد المؤسسات المتخصصة في الجودة طبقا للنظم الدولية للجودة. وهو يجيد العمل بالحاسوب واستخدام برمجيات خاصة (سوفتوير) تتعلق بترابط أنظمة الجودة في الأقسمام وتعديلها وإحصاءات الجودة من أجل إدارة الجودة.
ومن اختصاصيات خبير الجودة إجراء الاختبارات الأولى على المنتجات المطورة والمستحدثة، والتفتيش على مواد وأدوات المعايرة والقياس ووضع دورات التفتيش الخاصة بها، وفحص الواردات، وفحص الإنتاج، واستلام الأجهزة والآلات الموردة. وتوجد أحيانا في المصانع الكبيرة معامل وحجرات معزولة يقوم فيها خبراء الجودة بقياسات وفحوص.

## اقرأ أيضًا
- إدارة الجودة
- جودة
- ضمان الجودة
- إدارة الجودة الشاملة